# Oxychilus obscuratus
Oxychilus obscuratus is een slakkensoort uit de familie van de Oxychilidae. De wetenschappelijke naam van de soort is voor het eerst geldig gepubliceerd in 1841 door Porro.